# Janet Russell Perkins
Janet Russell Perkins (Lafayette, Indiana, 20 de março de 1853 — Hinsdale, Illinois, 1933) foi uma botânica, que ao longo da sua carreira descreveu 191 espécies de plantas terrestres e se distinguiu por importantes contribuição no campo de sistemática das plantas.

## Biografia
Nasceu em Lafayette, Indiana, filha de Cyrus Grovenor  Perkins e Jane Rose Houghteling. Após uma educação inicial em escolas particulares, Janet frequentou a Universidade de Wisconsin, graduando-se com um B.S. (bacharel em ciências) em 1872. Deslocando-se para a Europa, foi contratada como professora particular em Hildesheim, (Alemanha), e depois empreendeu o estudo de línguas e música em Paris (França). Em 1875 regressou aos Estados Unidos, onde trabalhou como professora em Chicago (Illinois) durante vinte anos. Durante este período, interrompeu o seu trabalho para viajar até aos Açores, Califórnia e Hawaii.
Em 1895 voltou para a Alemanha para estudar botânica. Durante oito semestres estudou em Berlim sob a orientação de Adolf Engler e seus associados, transferindo-se depois para a Universidade de Heidelberg, onde obteve o doutoramento em Botânica em 1900. A sua dissertação é intitulada Eine Monographie der Gattung Mollinedea (Uma monografia do género Mollinedia), um estudo detalhado do género Mollinedia de plantas com flor. Após o doutoramento regressou a Berlim e foi integrada na equipe do Real Museu Botânico, o agora Jardim e Museu Botânico de Berlin-Dahlem.
Entre seus trabalhos publicados contam-se vários artigos sobre plantas tropicais. Durante os anos de 1901–1902, trabalhou como auxiliar científico do Departamento de Agricultura dos Estados Unidos em Berlim, onde esteve envolvida numa revisão das leguminosas de Porto Rico. Esteve uma temporada em Puerto Rico estudando várias espécies de leguminosas. Em particular, identificou muitas variedades de Phaseolus vulgaris (feijão), das quais apenas algumas eram regularmente cultivadas. Também observou que a espécie Vigna unguiculata (feijão-trepador), um feijão introduzido da África, era cultivado perto de Yabucoa e Mayagüez. Durante os anos de 1914–1917, esteve na Jamaica colectando plantas, que foram apresentadas no Royal Botanic Gardens, Kew.